# سیارک ۴۳۹۵۶
سیارک ۴۳۹۵۶ (به انگلیسی: 43956 Elidoro، نامگذاری:1997CD7) چهل و سه هزار و نهصد و پنجاه و ششمین سیارک کشف شده‌است که در ۷ فوریه ۱۹۹۷ کشف شد.